# 일본국 헌법 제55조
일본국 헌법 제55조(일본어: 日本国憲法第55条)은 일본국 헌법 제4장 "국회"의 조문 중 하나이다. 국회의원의 자격 쟁송 재판에 대해 규정하고 있다.

## 조문
일본국 헌법 제55조
양 의원(議院)은 각각 그 의원(議員)의 자격에 관한 쟁송을 재판한다. 단 의원(議員)의 의석을 잃게 하려면 출석 의원(議員)의 3분의 2 이상의 다수에 의한 의결을 필요로 한다.

## 해설
여기서 "국회의원의 자격"이란 다음과 같다.
- 피선거권을 보유하는 것(공직선거법 제10조·제11조)
- 겸직 금지 규정에 어긋나지 않는 것(헌법 제48조, 국회법 제39조·제108조·제109조)

또한 여기서 "국회의원 자격 쟁송 재판"은 의원 취임 후 자격을 상실하는 경우에 대해 규정하고 있는 것이지, 의원 취임 전 "당선자"의 지위로서 그 지위를 가지는지 여부를 선거관리위원회나 재판소가 심사하는 활동을 부정하는 것은 아니다.